# Martin Thaler (Skeletonpilot)
Martin Thaler ist ein früherer österreichischer Skeletonfahrer.
Martin Thaler hatte seine erfolgreichste sportliche Zeit zwischen 1990 und 1994. In dieser Zeit platzierte er sich mehrfach unter den besten Zehn der Skeleton-Weltcup-Gesamtwertung. Bestes Ergebnis war ein Dritter Platz in der Saison 1991/92. Beste Ergebnisse in Einzelweltcups, an denen er zwischen 1988 und 1995 teilnahm, waren dritte Plätze in Lake Placid im Februar 1992 und Januar 1994 in Igls. Bei der Weltmeisterschaft in St. Moritz wurde er 1989 Sechster, ein Jahr später in Königssee Fünfter.